# City-Pier-City Loop 2000
De 26e editie van de City-Pier-City Loop vond plaats op zondag 25 maart 2000.
De wedstrijd bij mannen werd een overwinning voor de Tanzaniaan Zebedayo Bayo in 1:01.07. De Keniaan Albert Okemwa werd tweede met een tijd van 1:01.21. De Fransman El-Arbi Zeroual maakte het podium compleet door derde te worden in 1:01.29. De Keniaanse Lornah Kiplagat besliste de wedstrijd bij de vrouwen in haar voordeel met een winnende tijd van 1:06.52. Deze tijd was tevens een verbetering van het parcoursrecord.
De wedstrijd was bovendien het toneel van het Nederlands kampioenschap halve marathon. De nationale titels werden geworden door Greg van Hest (veertiende in 1:02.52) en Nadezhda Wijenberg (derde in 1:11.39).

## Uitslagen

### NK mannen
| rang   | atleet        |
| ------ | ------------- |
| Goud   | Greg van Hest |
| Zilver | Marco Gielen  |
| Brons  | Luc Krotwaar  |

### NK vrouwen
| rang   | atleet             |
| ------ | ------------------ |
| Goud   | Nadezhda Wijenberg |
| Zilver | Anne van Schuppen  |
| Brons  | Wilma van Onna     |

### Mannen
| rang   | naam                | land | tijd    |
| ------ | ------------------- | ---- | ------- |
| Goud   | Zebedayo Bayo       | TAN  | 1:01.07 |
| Zilver | Albert Okemwa       | KEN  | 1:01.21 |
| Brons  | El-Arbi Zeroual     | FRA  | 1:01.29 |
| 4      | Piotr Gladki        | POL  | 1:01.35 |
| 5      | Thomas Lotik        | KEN  | 1:01.39 |
| 6      | Christopher Kandie  | KEN  | 1:01.53 |
| 7      | Nicolae Negru       | ROU  | 1:01.54 |
| 8      | John Kipchumba      | KEN  | 1:02.00 |
| 9      | Wilson Omwoyo       | KEN  | 1:02.03 |
| 10     | Dmitriy Kapitonov   | RUS  | 1:02.05 |
| 11     | Gabriel Kiprono     | KEN  | 1:02.46 |
| 12     | Francis Mbiu        | KEN  | 1:02.49 |
| 13     | David Kirwa         | KEN  | 1:02.50 |
| 14     | Greg van Hest       | NED  | 1:02.52 |
| 15     | Marco Gielen        | NED  | 1:03.08 |
| 16     | Alfred Shemveta     | SWE  | 1:03.08 |
| 17     | Luc Krotwaar        | NED  | 1:04.13 |
| 18     | Waldemar Glinka     | POL  | 1:04.36 |
| 19     | Tadesse Woldemeskle | ETH  | 1:04.40 |
| 20     | Peter van Egdom     | NED  | 1:04.41 |
| 21     | Bertrand Itsweire   | FRA  | 1:04.42 |

### Vrouwen
| rang   | naam                      | land | tijd    |
| ------ | ------------------------- | ---- | ------- |
| Goud   | Lornah Kiplagat           | KEN  | 1:06.56 |
| Zilver | Simona Staicu             | HUN  | 1:10.11 |
| Brons  | Nadezhda Wijenberg        | NED  | 1:11.39 |
| 4      | Gitte Karlshøj            | DEN  | 1:12.29 |
| 5      | Dorota Gruca              | POL  | 1:12.33 |
| 6      | Bente Landøy              | NOR  | 1:13.04 |
| 7      | Lucilla Andreucci         | ITA  | 1:13.12 |
| 8      | Judith Kiplimo            | KEN  | 1:13.16 |
| 9      | Wioletta Kryza            | POL  | 1:13.31 |
| 10     | Anne van Schuppen         | NED  | 1:13.40 |
| 11     | Suzana Ciric              | SRB  | 1:14.38 |
| 12     | Wilma van Onna            | NED  | 1:14.54 |
| 13     | Sandra Van Den Haesevelde | BEL  | 1:15.14 |
| 14     | Annelieke van der Sluijs  | NED  | 1:16.22 |
| 15     | Jennifer Åkerberg         | SWE  | 1:16.23 |
| 16     | Natalia Galushko          | BLR  | 1:16.28 |
| 17     | Barbara Kamp              | NED  | 1:16.38 |
| 18     | Mieke Pullen              | NED  | 1:17.22 |
| 19     | Camilla Benjaminsson      | SWE  | 1:17.31 |
| 20     | Jacqueline Rustidge       | NED  | 1:17.41 |
| 21     | Vivian Ruijters           | NED  | 1:18.51 |

1975 ·
1976 ·
1977 ·
1978 ·
1979 ·
1980 ·
1981 ·
1982 ·
1983 ·
1984 ·
1985 ·
1986 ·
1987 ·
1988 ·
1989 ·
1990 ·
1991 ·
1992 ·
1993 ·
1994 ·
1995 ·
1996 ·
1997 ·
1998 ·
1999 ·
2000 ·
2001 ·
2002 ·
2003 ·
2004 ·
2005 ·
2006 ·
2007 ·
2008 ·
2009 ·
2010 ·
2011 ·
2012 ·
2013 ·
2014 ·
2015 ·
2016 ·
2017 ·
2018 ·
2019 (afgelast) ·
2020 ·
2021 (afgelast) ·
2022 ·
2023 ·
2024
1992 · 
1993 · 
1994 · 
1995 · 
1996 · 
1997 ·
1998 ·
1999 · 
2000 · 
2001 · 
2002 · 
2003 · 
2004 · 
2005 · 
2006 · 
2007 · 
2008 · 
2009 · 
2010 · 
2011 · 
2012 · 
2013 · 
2014 · 
2015 · 
2016 ·
2017 ·
2018 ·
2019 ·
2022 ·
2023